# Frank Magerman
Frank Magerman, né le 9 novembre 1977 à Termonde, est un joueur de football belge retraité depuis 2014. Il évoluait au poste de milieu défensif. Après sa carrière, il se reconvertit comme entraîneur.